# Кінокомедія
Кінокоме́дія — комедія в кіно. До цього жанру кіномистецтва зараховують фільми, що мають за мету розсмішити глядача, викликати усмішку, поліпшити настрій. Разом з драмою, фільмами жаху та науковою фантастикою, комедія є одним з найзагальніших жанрів фільму. Кінокомедія з'явилася майже з виникненням самого кінематографа. Перші комедійні фільми були німі, але попри це вони мали велику популярність серед глядачів навіть після появи звуку. Прикладом таких кінокомедій були фільми Чарлі Чаплін. Розрізняють декілька видів, або жанрів кінокомедії:
- Пародії
- Романтичні комедії
- Буфонада
- Трагікомедії
- Комедія жахів
- Кримінальна комедія
- Пригодницька комедія
- Молодіжна комедія

## Найвідоміші в Україні кінокомедії
- Кавказька полонянка (СРСР)
- Діамантова рука (СРСР)
- Іван Васильович змінює професію (СРСР)
- Операція «И» та інші пригоди Шурика (СРСР)
- Дванадцять стільців (СРСР)
- Велика прогулянка (Франція)
- Високий блондин у чорному черевику (Франція)
- Невдахи (Франція)
- Маска (США)
- Один удома (США)
- Голий пістолет (США)

## Найвідоміші коміки
- Андрій Миронов
- Георгій Віцин
- Євгеній Моргунов
- Юрій Нікулін
- Олександр Дем'яненко
- Анатолій Папанов
- Чарлі Чаплін
- Бастер Кітон
- Роуен Аткінсон
- Джим Керрі
- Леслі Нільсен
- П'єр Рішар
- Жерар Депардьє
- Луї де Фюнес